# Aglyptodactylus laticeps
Espèce
Statut de conservation UICN

 VU B1ab(iii) : Vulnérable
Aglyptodactylus laticeps est une espèce d'amphibiens de la famille des Mantellidae.

## Répartition et habitat
Cette espèce est endémique de Madagascar. Elle se rencontre uniquement aux environs de 100 m d'altitude dans la forêt de Kirindy, à ne pas confondre avec le parc national de Kirindy Mitea, dans l'ouest de l'île,. Elle vit dans la forêt tropicale sèche.

## Étymologie
Son nom d'espèce, du latin, latus, « large », et ceps, « qui appartient à la tête », lui a été donné en référence à sa large tête.

## Publication originale
- Glaw, Vences & Böhme, 1998 : Systematic revision of the genus Aglyptodactylus Boulenger, 1919 (Amphibia: Ranidae), and analysis of its phylogenetic relationships to other Madagascan ranid genera (Tomopterna, Boophis, Mantidactylus, and Mantella). Zeitschrift für Zoologische Systematik und Evolutionsforschung, vol. 36, p. 17-37 (texte intégral).